# Flekkefjord
Flekkefjord és un municipi situat al comtat d'Agder, Noruega. Té 9.096 habitants (2016) i té una superfície de 543,52 km². El centre administratiu del municipi és el poble homònim.